# Max Born (actor)
Max Russell Born (12 de maig de 1951, Oxford, Oxfordshire, Regne Unit) és un actor i músic britànic, que fou un dels protagonistes principals, interpretant el paper del jove Giton, a la pel·lícula Satiricó de Federico Fellini (1920–1993) del 1969. És fill del farmacòleg britànic Gustav Born (1921–2018) i de la seva primera esposa Wilfrida Ann Plowden-Wardlaw (1930–2014). És net del Premi Nobel de Física de 1954 l'alemany Max Born (1882–1970) i cosí de la cantant i actriu Olivia Newton-John (1948–2022).
Born abandonà l'escola, fugí de casa i anà a viure al centre de Londres. Musicalment, fou influenciat pel concert del 1966 de Bob Dylan al Royal Albert Hall al qual assistí. El 1968 conegué el director italià Federico Fellini, que buscava un noi atractiu per a la pel·lícula surrealista Satiricó. Aproximadament un any després de l'estrena de la pel·lícula, Born passà una temporada en un monestir budista tibetà situat a Escòcia, on aprengué a meditar. L'experiència l'ajuda a donar-li un major equilibri a la seva vida. Posteriorment, es traslladà a Espanya i es casà. No intervingué en cap altra pel·lícula i es dedicà a la composició musical de folk i a la interpretació a Mallorca.

## Discografia
- Strange times (2015).
- Fools Gold (2021).
- In Paradise (2021).
- In the Zone (2021).
- She's so Fine (2021).[7]